# 링크트리
링크트리(linktree)는 알렉스 자카리아가 개발한 무료 소셜 미디어 참조 랜딩 페이지이다. 앤서니 자카리아와 닉 험프리스가 호주 멜버른과 시드니에 본사를 두고 있다. 2016년에 설립되어, 소셜 미디어에서 개인 또는 회사의 전체 관련 링크의 랜딩 페이지 역할을 하며, 여러 사이트로의 링크는 거의 허용하지 않는다. 그 사이트는 여러 개의 하이퍼링크를 허용할 수 없는 소셜 미디어에 대한 개발자들의 불만에서 영감을 받았다.

## 역사
링크트리는 프로필에서 다중 하이퍼링크를 허용하지 않는 소셜 미디어에 대한 불만에서 2016년에 설립되었다. 사이트는 6시간만에 만들어졌다.밤새 3,000명의 사용자가 있어 과부하로 서버가 다운된 것으로 알려졌다. 2018년, 인스타그램은 위 사이트를 스팸이라고 판단했으며, 해제 이후 인스타그램은 사과문을 발표했다. 2018년 12월, 이용자 수는 2019년 말까지 100만 명, 300만 명에 달했다. 2020년 10월까지, 링크트리는 8백만 명 이상의 사용자를 확보했다.
2021년 3월 기준 이용자 수는 1,600만 명에 육박하며 전년 대비 300% 증가했다.
2021년 8월, 링크트리는 스마트 링크 제공업체 오데슬리(Odesli)를 인수하여 자신들의 예술을 수익화하고자 하는 뮤지션들을 위한 "원스톱 숍"이 될 것이라고 발표했다.

## 기능 및 구독
링크트리는 프리미엄 서비스이다. 무료이지만 2017년 4월에 출시된 프로 구독도 제공하며,  더 많은 사용자 지정 옵션, 더 자세한 분석, 이메일 등록 통합, Linktree 로고 제거 등과 같은 더 많은 이점을 프로 구독을 통해 제공 받을 수 있다. 사용자는 구독하지 않아도 원하는 만큼 링크를 업로드할 수 있으며. 프로 분석을 통해 사용자는 자신의 사이트 접속률을 볼 수 있다. 두 제품 모두 사용자가 모든 소셜 미디어 링크와 공식 웹 사이트를 포함하는 개인화되고 사용자 지정 가능한 페이지를 만들 수 있다. 링크트리는 또한 아마존과 제휴하여 사용자들이 그들의 아마존 스토어 프로필을 제휴 링크로 업로드할 수 있게 하였다. 조지 플로이드 시위의 와중에 링크트리는 사용자들이 '인종차별 지지' 아이콘을 채택할 수 있도록 허용했는데, 이 아이콘은 방문자들이 인종차별, 기부할 단체, 시위 장소를 더 잘 이해하기 위해 기사에 연결하는 탭을 띄운다.

## 칭찬
2019년, 링크트리는 CNBC의 "가장 밝고, 가장 흥미롭고, 미래의 훌륭한 기업이 될 것을 약속하는 젊은 스타트업" 목록에 포함되어 있다.2020년 3월, 패스트 컴퍼니는 "인스타그램의 "link in bio"를 기사 공유, 상품 또는 유료 파트너십을 위한 세련된 메뉴로 만들기"로 '소셜 미디어' 부문에서 링크트리를 '2020년 가장 혁신적인 기업' 4위로 선정했다. 이 자리는 레딧이 한번 차지했으며,2019년 아레.나(Are.na)가, 2016년 페리스코프(Periscope)가 차지한 자리이다.

## 지속적인 인스타그램에서의 밴
인스타그램의 링크인바이오 도구로 시작한 링크트리는 2018년 인스타그램에서 '커뮤니티 기준 위반', 특히 스팸 웹사이트로 주목받아 사용이 금지된 것으로 알려졌다. 밴이 해제되고 인스타그램이 사과문을 냈지만, 인스타그램이 또 밴을 내릴 것이라는 소문이 돌고 있다. Linktree는 그들이 "인스타그램의 대표자들"과 함께 "작업 중"이라고 말한다. 이 금지는 수천 명의 사용자들이 링크트리를 대신하여 옹호한 후 링크트리와 인스타그램 사이의 관계를 개선시키는 결과를 낳았다. 2021년 3월 기준으로 링크트리의 프로필 트래픽 중 인스타그램이 차지하는 비중은 40% 미만이다.

## 자금 제공
2020년 10월 27일, Linktree는 Airtree Ventures와 Insight Partners로부터 시리즈 A 자금 조달로 미화 1,070만 달러를 받았다고 발표했다. 이 펀딩은 그 회사가 기관 투자자들로부터 받은 첫 번째 자금이다. 2021년 3월 26일,링크트리는 시리즈 B 자금 조달 라운드의 종료를 발표했다. 이 라운드는 Index Ventures와 Coatue가 공동 주도했으며, 반환 투자자인 AirTree Ventures와 Insight Partners가 참여했다.

## 같이 보기
- 온라인 광고